# Courtney Yates
Courtney Yates (Boston, Massachusetts, 26 de março de 1981) fez parte do elenco do reality show competitivo americano Survivor: China. Retornou para competir na vigésima temporada do mesmo reality show Survivor: Heroes vs. Villains como integrante da tribo dos Vilões.

## Antes do Survivor
Courtney estudou na Universidade de Suffolk tanto nos campi de Boston e Beacon Hill como no campus africano da universidade localizado em Dakar, Senegal onde se graduou com Bacharel em Artes. Trabalhando como agente de serviço de passageiros da maior companhia aérea do aeroporto de Boston, Courtney conseguiu custear toda sua faculdade. Courtney já trabalhou como “intérprete histórica”, onde fantasiada a caráter, atuava como guia de excursões turísticas que visitavam pontos históricos de Salem, Massachusetts; trabalhou, também, como recepcionista em um salão de cabeleireiro. Atualmente é garçonete em um restaurante na Union Square em Nova Iorque. Quando não está no trabalho Courtney prefere passar seu tempo aprendendo sobre coisas novas e leitura.

## Survivor: China
Courtney competiu na décima-sexta temporada do reality show competitivo Survivor, intitulada Survivor: China. No episódio final da temporada transmitido, ao vivo, em 16 de dezembro de 2007, foi revelado que Yates terminou em segundo lugar, sendo derrotada por Todd Herzog. Ela obteve dois votos do júri vindos de James Clement e Denise Martin. Em seus 39 dias passados isolada em uma área remota da China, Courtney foi mais lembrada pelo seu humor ácido e comentários irônicos sobre seus companheiros de competição, bem como, pelo seu grau de magreza durante o show.

## Survivor: Heroes vs. Villains
Por sua personalidade em Survivor: China, Courtney foi convidada para uma segunda chance na vigésima edição de Survivor intitulada Survivor: Heroes vs. Villains, integrando a tribo dos Vilões. No episódio Survivor History, que foi transmitido em 15 de abril de 2010, Courtney foi a décima participante eliminada da competição e se tornou o segundo membro do júri.